# Ян Гэ
Ян Гэ (кит. упр. 杨歌, пиньинь Yáng Gē род. 7 сентября 1988, Пекин, КНР) — российская актриса, режиссёр и певица китайского происхождения. Финалистка шестого сезона российского шоу «Голос», где выступала в команде Димы Билана.

## Биография
Ян Гэ родилась 7 сентября 1988 года в Пекине. Сразу после школы Ян Гэ уехала в Россию, где поступила в Тульский университет учиться на переводчика. Программа по обмену студентов позволила получить бюджетное место.
В 2010 году она стала студенткой режиссёрско-актёрской мастерской Сергея Соловьёва и Валерия Рубинчика во ВГИКе. Чтобы оплатить обучение, мама Ян Гэ продала дом в Китае.
С 2012 года актриса начала работать в «Гоголь-центре» у режиссёра Кирилла Серебренникова. Ян Гэ участвовала в премьерных спектаклях «Феи» и «Пробуждение весны». Затем последовали спектакли «Без страха» и «Хармс. Мыр».
Первой ролью Ян Гэ в кино была героиня по имени Ли в фильме «Кладоискатели» в 2011 году. В 2015 году она сыграла роль мигрантки Айчурек в фильме режиссёра Алёны Званцовой «Норвег» с Евгением Мироновым в главной роли. Также снималась в крупных российских блокбастерах «Экипаж» и «Притяжение».
Режиссёрский дебют Ян Гэ фильм «Ню» представлял Россию в конкурсной программе 40-го Московского международного кинофестиваля, получив специальный приз жюри «Серебряный Георгий» (вторую по значимости награду) и приз зрительских симпатий от официального онлайн-кинотеатра фестиваля IVI. В 2021 году приняла участие в программе «Форт Боярд».
С осени 2020 года постоянно проживает в ФРГ.

## Музыкальная карьера
В 2010 году участвовала в передаче «Минута славы». Для прослушиваний она выбрала песню из репертуара Анны Герман «Эхо любви». Гэ дошла до финала, где в дуэте с Сергеем Мазаевым исполнила песню «Ноктюрн» Арно Бабаджаняна. Потом участвовала в полуфинале конкурса «Новой волны».
В 2016 году Илья Лагутенко пригласил Ян Гэ в клип «Пломбир». Эта песня стала саундтреком к комедии «Ёлки 5».
В сентябре 2017 года она выступила на слепых прослушиваниях в шоу «Голос» и попала в состав команды Димы Билана. Она дошла до финала и 29 декабря 2017 года в эфире «Первого канала» боролась за победу в шоу.
В начале 2018 года состоялась премьера клипа Ян Гэ на песню «Монашка», написанную специально ко Дню святого Валентина. В середине 2018 года состоялся релиз нового EP «Человек не с Земля».

### Дискография
- 2018 — Ню (OST к фильму Ню)
- 2018 — Человек не с Земля (EP)[6][7]
- 2020 — Он не придет на мой концерт[8]

## Фильмография
- «Молодость»
- «Нимфоманка»
- «Одержимость»
- «Любовь»
- «Счастливы вместе»
- «Форма воды»
- «Три билборда на границе Эббинга, Миссури»
- «Крупная рыба»
- «Семь»
- «Нефть»

### Актриса
- 2011 — Кладоискатели — Ли
- 2013 — Привычка расставаться
- 2014 — B спoрте только девушки
- 2015 — Норвег — Айчурек
- 2016 — Салам Масква — Лан
- 2016 — Орден
- 2016 — Экипаж — Лиу
- 2017 — Напарник — предсказательница
- 2017 — Матильда — массажистка Пьерины Леньяни
- 2017 — Притяжение — диктор иностранных новостей
- 2017 — Хит — Ника
- 2018 — Бессонница — Wayne
- 2018 — Звоните ДиКаприо! — массажистка
- 2018 — Тобол — Айкони / Хомани
- 2018 — Черновик — певица
- 2018 — Четвертая смена — Динь-Динь
- 2018 — Детки
- 2018 — Зорге — Тоши, певица из ресторана
- 2019 — На Париж — проститутка Макака
- 2019 — Троица — Марго
- 2019 — Битва — певица
- 2019 — На край света — Яо
- 2019 — Вратарь Галактики — мама девочки с ящерицей
- 2019 — Лео и Тиг — Лили
- 2020 — Любовь без размера — звезда
- 2020 — Выйти нельзя остаться — Бай Лу

### Режиссёр
- 2018 — Ню[10]
- 2019 — Троица
- 2020 — Выйти нельзя остаться

## Награды и номинации
- 2018 — Специальный приз жюри ММКФ «Серебряный Святой Георгий» (фильм «Ню»)[11]
- 2018 — Приз зрительских симпатий от официального онлайн-кинотеатра фестиваля ММКФ IVI (фильм «Ню»)[12]
- 2019 — Участие в официальной программе кинофестиваля «Кинотавр» (фильм «Троица»)